# C/1994 G1 Takamizawa-Levy
C/1994 G1 (Takamizawa-Levy) è una cometa non periodica scoperta il 14 aprile 1994 da due astrofili, il giapponese Kesao Takamizawa e il canadese David H. Levy. La cometa non ha presentato alcuna particolarità se non quella di essersi frammentata in due parti dando così origine a due comete con orbite quasi uguali